# Bandijsvogel
De bandijsvogel (Megaceryle alcyon) is een vogel uit de familie van de ijsvogels (Alcedinidae). De wetenschappelijke naam van de soort werd in 1758 als Alcedo alcyon gepubliceerd door Carl Linnaeus. Linnaeus baseerde da naam op eerdere beschrijvingen en afbeeldingen door Mark Catesby, John Ray en George Edwards. De soort komt voor in Noord-Amerika.

## Kenmerken
De vogel heeft een donkere kop met daaronder een brede witte ring rondom de nek. Op de borst heeft hij een donkere, vaak iridiserende band. De rest van de onderzijde is wit. Verder is hij voor het merendeel grijs met (bij de vrouwtjes) roodachtige plekken langs de borst en buik onder de vleugels. De lengte bedraagt 28 tot 33 cm en het gewicht 113 tot 178 gram.

## Leefwijze
Het voedsel bestaat voornamelijk uit vis, maar kreeftachtigen, amfibieën en reptielen staan ook op het menu.

## Voortplanting
Het nest bevindt zich in een onderaardse kamer aan het tunneleinde, meestal uitgegraven in een steile, onbegroeide rivieroever. Het vrouwtje legt 5 tot 8 eieren die na 21 dagen uitkomen.

## Verspreiding en leefgebied
Deze soort komt voor in Noord-Amerika. Deze Amerikaanse IJsvogel trekt vanuit de Noordelijke gebieden (Canada en Alaska) zuidwaarts richting Mexico, Midden-Amerika en de Zuid-Amerikaanse Caribische kust. De exemplaren in de milde gebieden, grofweg de gehele VS, zijn standvogel. De eerstejaars juvenielen keren na de eerste trek weer terug naar de geboortegrond. Zeer zeldzame dwaalgast in West- en Noord-Europa, vooral in Ierland. Ze zijn altijd te vinden in de buurt van waterstromen en meren met dichtbegroeide oevers.

## Status
De grootte van de populatie is in 2022 geschat op 1,8 miljoen volwassen vogels. Op de Rode lijst van de IUCN heeft deze soort de status niet bedreigd.